# Hada aplectoides
Hada aplectoides är en fjärilsart som beskrevs av Max Wilhelm Karl Draudt 1950. Hada aplectoides ingår i släktet Hada och familjen nattflyn. Inga underarter finns listade i Catalogue of Life.